# Збірна Малаві з футболу

## Чемпіонат світу
- 1930–1974 — не брала участі
- 1974–1990 — не пройшла кваліфікацію
- 1994 — вийшла із змагань під час кваліфікації
- 1998–2010 — не пройшла кваліфікацію

## Кубок Африки
- 1957–1974 — не брала участі
- 1976 — не пройшла кваліфікацію
- 1978 — не пройшла кваліфікацію
- 1980 — не брала участі
- 1982 — не пройшла кваліфікацію
- 1984 — груповий турнір
- 1986 — не пройшла кваліфікацію
- 1988 — не брала участі
- 1990–2008 — не пройшла кваліфікацію
- 2010 — груповий турнір
- 2012 — не пройшла кваліфікацію
- 2013 — не пройшла кваліфікацію
- 2015 — не пройшла кваліфікацію
- 2017 — не пройшла кваліфікацію
- 2019 — не пройшла кваліфікацію
- 2021 —1/8 фіналу

## Гравці збірної
- Пітер Мпонда (2000— )
- Свадік Сануді (2000— )
- Мозес Чавула (2003— )